# Élections municipales de 2018 à Erevan
Des élections municipales à Erevan, la capitale et plus grande ville d'Arménie, ont lieu le 23 septembre 2018 afin de renouveler les 65 membres de son conseil municipal. Ce scrutin anticipé est provoqué par la démission de l'ancien maire Taron Margarian, membre du HHK, à la suite de la révolution arménienne de 2018.
Le scrutin est remporté par la liste Mon pas mené par Hayk Maroutian, membre du Contrat civil, en alliance avec le Parti de la mission, tous deux alliés au Premier ministre Nikol Pachinian et son Alliance « La sortie ». Malgré une forte abstention, leur victoire écrasante avec plus de 80 % des suffrages et 56 sièges sur 65 est considérée comme un test très favorable pour ce dernier en vue de probables élections législatives anticipées.

## Contexte
La révolution arménienne se déroule de mars à mai 2018 à l'initiative du député d'opposition Nikol Pachinian, rassemblant des dizaines de milliers de personnes, particulièrement dans la capitale Erevan, à Gyumri et à Vanadzor. S'intensifiant à partir d'avril, le mouvement, baptisé « L'Arménie sans Serge » (en arménien : ՄերժիրՍերժին : MerzhirSerjin), mène le 23 avril à la démission de Serge Sarkissian, au pouvoir depuis 2007, puis à l'élection de Nikol Pachinian au poste de Premier ministre le 8 mai suivant.
Le maire d'Erevan Taron Margarian, membre du Parti républicain d'Arménie de Serge Sarkissian, démissionne en juillet 2018 en raison de la révélation d'affaires de corruption. Le conseil municipal ne parvenant pas à se mettre d'accord sur un maire par intérim, il est dissous et des élections anticipées sont organisées.
La capitale de l'Arménie rassemblant près de la moitié de ses habitants, le scrutin est vu comme un test pour le nouveau chef du gouvernement. Nikol Pachinian appelle a voter pour ses alliés, affirmant que le résultat des municipales permettrait de déterminer s'il a assez de soutien pour convoquer des élections législatives anticipées. Le Parti républicain ne participe pas aux élections du conseil municipal.

## Mode de scrutin
Le conseil d'Erevan est composé de 65 membres élus pour cinq ans au scrutin proportionnel plurinominal dans une unique circonscription électorale. Les électeurs votent pour des listes fermées de candidats et les sièges sont répartis entre elles à la proportionnelle en fonction de leurs part des voix, à condition qu'ils franchissent un seuil électoral de 6 % des suffrages exprimés pour les partis, ou de 8 % pour les coalitions de partis. La loi électorale prévoit néanmoins une prime majoritaire si une  liste dépasse à elle seule 40 % des voix, celle-ci recueillant d'office une majorité absolue des sièges. À l'inverse, si l'émiettement politique est tel que moins de trois partis franchissent les seuils électoraux, seuls les trois partis arrivés en tête se voient attribuer des sièges. Le conseil municipal élit à son tour le maire d'Erevan, sauf dans le cas où une liste reçoit une majorité absolue des voix, sa tête de liste devenant alors automatiquement maire,,.

## Candidatures
Plusieurs partis politiques prennent part à l'élection, désignant un candidat au poste de maire, dont entre autres :
- Contrat civil : Hayk Maroutian, acteur, producteur, militant[7] ;
- Arménie prospère : Naira Zohrabian, députée de l'Assemblée nationale[8] ;
- Yerkir Tsirani : Zaruhi Postanjian, membre du Conseil de la ville d'Erevan, ancien député[9].
- Alliance de l'Arménie éclairée et de la République : Artak Zeynalian, ministre de la Justice[10] ;
- Héritage : Raffi Hovannisian[11] ;
- Fédération révolutionnaire arménienne[12] ;
- Yerevantsiner (alliance du Mouvement national pan-arménien et du parti de la patrie) : Ararat Zurabian (hy).

## Résultats

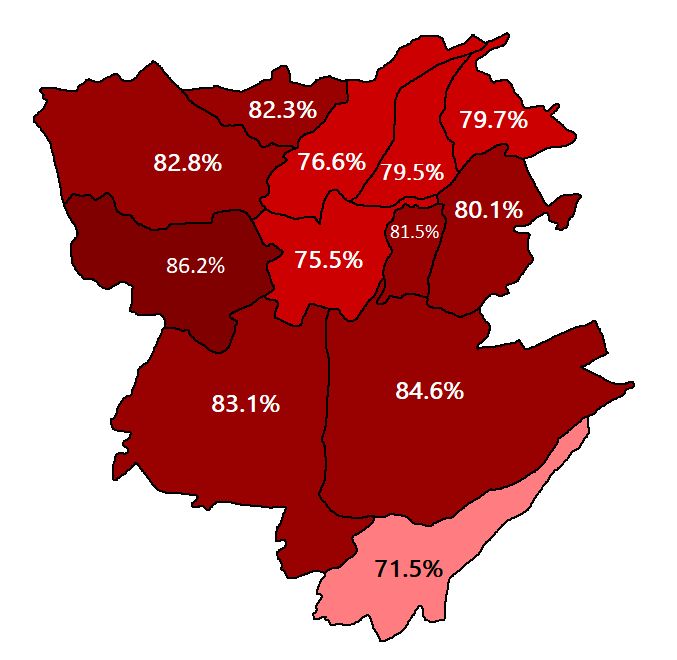
Résultats du parti arrivé en tête par district

|                          |                                       |         |       |        |               |  |  |  |  |
| Parti ou coalition       | Parti ou coalition                    | Voix    | %     | Sièges | +/-           |  |  |  |  |
|                          | Alliance « Mon pas »                  | 294 092 | 81,06 | 57     | Nv            |  |  |  |  |
|                          | Arménie prospère                      | 25 218  | 6,95  | 5      | 5             |  |  |  |  |
|                          | Alliance « Lumineuse »                | 18 114  | 4,99  | 3      | Nv            |  |  |  |  |
|                          | Fédération révolutionnaire arménienne | 5 882   | 1,62  | 0      | en stagnation |  |  |  |  |
|                          | Yerkir Tsirani                        | 5 059   | 1,39  | 0      | 5             |  |  |  |  |
|                          | État de droit                         | 3 947   | 1,09  | 0      | en stagnation |  |  |  |  |
|                          | Yerevantsiner                         | 2 986   | 0,82  | 0      | Nv            |  |  |  |  |
|                          | Héritage                              | 2 709   | 0,75  | 0      | en stagnation |  |  |  |  |
|                          | Communauté d'Erevan                   | 2 502   | 0,69  | 0      | Nv            |  |  |  |  |
|                          | Parti de la voie démocratique         | 799     | 0,22  | 0      | Nv            |  |  |  |  |
|                          | Parti des réformateurs                | 792     | 0,22  | 0      | Nv            |  |  |  |  |
|                          | Parti Hayk                            | 682     | 0,19  | 0      | Nv            |  |  |  |  |
|                          |                                       |         |       |        |               |  |  |  |  |
| Suffrages exprimés       | Suffrages exprimés                    | 342 782 | 97,96 |        |               |  |  |  |  |
| Votes blancs et nuls     | Votes blancs et nuls                  | 7 539   | 2,04  |        |               |  |  |  |  |
| Total                    | Total                                 | 370 321 | 100   | 65     | en stagnation |  |  |  |  |
| Abstention               | Abstention                            | 478 025 | 56,35 |        |               |  |  |  |  |
| Inscrits / Participation | Inscrits / Participation              | 848 346 | 43,65 |        |               |  |  |  |  |